# Klovn the Final
Klovn The Final er en dansk komediefilm fra 2020 instrueret af Mikkel Nørgaard. 41 dage efter lanceringen i Danmark blev den dog taget af programmet fra biograferne, da Danmark lukkede ned den 11. marts grundet COVID-19.

## Handling
Efter ’Klovn The Movie’ (2010) og ’Klovn Forever’ (2015) afslutter ’Klovn The Final’ nu Casper Christensen og Frank Hvams filmtrilogi. Filmene udgør hver en fortælling om den moderne mand med fokus på de tre vigtigste ting i hans liv: Faderskab, venskab og ægteskab. I ’Klovn The Movie’ handlede det om Franks kamp for at blive far. I ’Klovn Forever’ handlede det om venskabet med Casper, og i ’Klovn The Final’ handler det om kærligheden.

## Medvirkende
- Casper Christensen som Casper
- Frank Hvam som Frank
- Mia Lyhne som Mia
- Lars Hjortshøj
- Michael Carøe
- Jesper Buch